# Élections sénatoriales américaines de 2022
Les élections sénatoriales américaines de 2022 (en anglais : 2022 United States Senate elections) ont lieu le 8 novembre 2022 afin de renouveler pour six ans 35 des 100 sièges du Sénat, la chambre haute du Congrès des États-Unis. Sur ce total, 33 sont des sièges dits de « classe 3 » renouvelés de manière ordinaire auxquels s'ajoutent deux élections spéciales en Oklahoma et en Californie pour remplacer des sénateurs ayant quitté leurs fonctions, jusqu'à la fin restante de leur mandats.
Le même jour se tiennent plusieurs élections, dont notamment les élections à la Chambre des représentants. Ces élections sont dites de mi-mandat, car organisées à la moitié du mandat du président en fonction, Joe Biden. Avec 49 sièges contre 48 sortants, le Parti démocrate conserve la majorité absolue des sièges à la chambre haute avec l'appui des sénateurs indépendants et du vote de la vice présidente Kamala Harris, qui préside le sénat. Le scrutin voit notamment le parti démocrate remporter le second tour de l'élection sénatoriale organisée le 6 décembre en Géorgie. Le parti redescend cependant rapidement à 48 sièges, la sénatrice Kirsten Sinema décidant de siéger non plus comme démocrate mais en tant qu'indépendante apparentée démocrate.

## Contexte
Avant les élections, les républicains disposent de 50 sénateurs, contre 48 pour les démocrates et deux indépendants apparentés à ces derniers. Le vote de la vice présidente démocrate Kamala Harris, qui intervient en cas d’égalité parfaite des voix, assure cependant la majorité absolue au parti démocrate. Sur les 35 sièges à renouveler, 21 sont occupés par des républicains et 14 par les démocrates. Lors des précédentes élections de cette classe, en 2016, les démocrates avaient conquis deux sièges républicains.
Lors des précédentes élections toutes classes confondues en 2020, le scrutin s'avère particulièrement serré malgré les estimations des instituts de sondage ayant jugé très probable un fort basculement en faveur des démocrates, seule une poignée de sièges changeant finalement de main. La victoire de Joe Biden à la présidentielle assure néanmoins à sa colistière et future vice-présidente Kamala Harris la présidence du Sénat. Les deux seconds tours organisés le 5 janvier 2021 en Géorgie entre candidats démocrates et républicains prennent ainsi une importance décisive, la double victoire des démocrates à ces second tours entrainant une alternance avec le basculement de la chambre haute sous contrôle démocrate.

## Système électoral

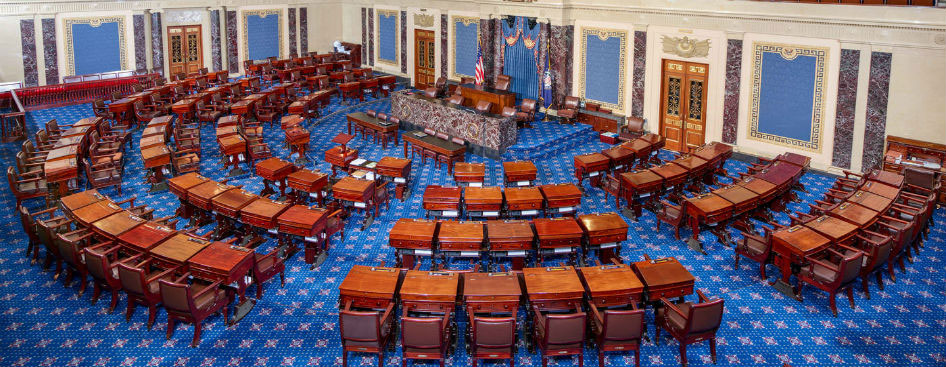
Intérieur du Sénat à Washington.

Le Sénat des États-Unis est la chambre haute de son parlement bicaméral. Il est composé de 100 sièges pourvus pour six ans mais renouvelés par tiers tous les deux ans au suffrage universel direct. Chacun des cinquante États des États-Unis se voit attribuer deux sénateurs, qui, sauf cas exceptionnel, ne sont pas renouvelés au cours du même scrutin. Tous les États ont recours au scrutin uninominal majoritaire à un tour, à l'exception du Maine et de l'Alaska, qui utilisent le vote à second tour instantané, ainsi que de la Louisiane et de la Géorgie, qui utilisent le scrutin uninominal majoritaire à deux tours, avec des seconds tours éventuels respectivement en décembre 2022 et janvier 2023.
Les candidats doivent être âgés d'au moins trente ans, avoir la citoyenneté américaine depuis au moins neuf ans et résider dans l'État où ils se présentent.
Un total de 35 sièges de sénateurs sont ainsi à pourvoir en 2022, dont deux cas d'élection anticipée dans deux états. Les sénateurs élus lors de ces élections spéciales ne le sont cependant que pour le restant de la durée du mandat de leur prédécesseur. Une élection vise ainsi à remplacer Kamala Harris en Californie pour quelques semaines, avant la prise de fonction du sénateur élu de manière ordinaire ce même jour, et l'autre pour remplacer Jim Inhofe dans l'Oklahoma pour les quatre années restantes de son mandat entamé en 2020,.
Le mandat des 34 sénateurs élus en 2022 débutera le 3 janvier 2023, pour finir le 3 janvier 2029.

## Campagne
Au début de l'année 2022, des analystes prédisent une « vague rouge » (red wave) de sénateurs républicains, le parti profitant de l'impopularité de Joe Biden,
Cependant, à l'été 2022, les chances pour les démocrates de conserver le contrôle du Sénat s'améliorent. La principale cause étant que bon nombre de candidats républicains dans les États-clés ont un déficit de popularité dû à leurs qualités ou à leur adhésion à la théorie du complot sur l'élection présidentielle « volée ». La très clivante décision de la Cour suprême prise en juin 2022, Dobbs v. Jackson Women's Health Organization, améliore également le contexte pour les démocrates,.

## Résultats nationaux
|        |                          |            |       |             |        |        |             |               |  |
| Partis | Partis                   | Voix       | %     | Sièges      | Sièges | Sièges | Sièges      | Sièges        |  |
| Partis | Partis                   | Voix       | %     | Total avant | En jeu | Élus   | Total après | +/-           |  |
|        | Parti républicain        | 39 876 285 | 49,06 | 50          | 21     | 20     | 49          | 1             |  |
|        | Parti démocrate          | 39 802 675 | 48,97 | 48          | 14     | 15     | 49          | 1             |  |
|        | Parti libertarien        | 629 563    | 0,77  | 0           | 0      | 0      | 0           | en stagnation |  |
|        | Parti vert               | 87 837     | 0,11  | 0           | 0      | 0      | 0           | en stagnation |  |
|        | Parti de la Constitution | 40 419     | 0,05  | 0           | 0      | 0      | 0           | en stagnation |  |
|        | Autres partis            | 132 983    | 0,16  | 0           | 0      | 0      | 0           | en stagnation |  |
|        | Indépendants             | 678 055    | 0,83  | 2           | 0      | 0      | 2           | en stagnation |  |
|        | Candidat par écrit       | 28 470     | 0,04  | 0           | 0      | 0      | 0           | en stagnation |  |
|        |                          |            |       |             |        |        |             |               |  |
| Total  | Total                    | 81 276 287 | 100   | 100         | 35     | 35     | 100         | en stagnation |  |

## Situation par État
| État                 | Sortant  | Sortant                | Sortant     | Sortant | Élu      | Élu                    | Élu         |
| État                 | Sénateur | Sénateur               | Parti       | Élu en  | Sénateur | Sénateur               | Parti       |
| -------------------- | -------- | ---------------------- | ----------- | ------- | -------- | ---------------------- | ----------- |
| Alabama              |          | Richard Shelby         | Républicain | 1986    |          | Katie Britt            | Républicain |
| Alaska               |          | Lisa Murkowski         | Républicain | 2004    |          | Lisa Murkowski         | Républicain |
| Arizona              |          | Mark Kelly             | Démocrate   | 2020    |          | Mark Kelly             | Démocrate   |
| Arkansas             |          | John Boozman           | Républicain | 2010    |          | John Boozman           | Républicain |
| Californie           |          | Alex Padilla           | Démocrate   | 2021    |          | Alex Padilla           | Démocrate   |
| Caroline du Nord     |          | Richard Burr           | Républicain | 2004    |          | Ted Budd               | Républicain |
| Caroline du Sud      |          | Tim Scott              | Républicain | 2013    |          | Tim Scott              | Républicain |
| Colorado             |          | Michael Bennet         | Démocrate   | 2009    |          | Michael Bennet         | Démocrate   |
| Connecticut          |          | Richard Blumenthal     | Démocrate   | 2010    |          | Richard Blumenthal     | Démocrate   |
| Dakota du Nord       |          | John Hoeven            | Républicain | 2010    |          | John Hoeven            | Républicain |
| Dakota du Sud        |          | John Thune             | Républicain | 2004    |          | John Thune             | Républicain |
| Floride              |          | Marco Rubio            | Républicain | 2010    |          | Marco Rubio            | Républicain |
| Géorgie              |          | Raphael Warnock        | Démocrate   | 2021    |          | Raphael Warnock        | Démocrate   |
| Hawaï                |          | Brian Schatz           | Démocrate   | 2012    |          | Brian Schatz           | Démocrate   |
| Idaho                |          | Mike Crapo             | Républicain | 1998    |          | Mike Crapo             | Républicain |
| Illinois             |          | Tammy Duckworth        | Démocrate   | 2016    |          | Tammy Duckworth        | Démocrate   |
| Iowa                 |          | Chuck Grassley         | Républicain | 1980    |          | Chuck Grassley         | Républicain |
| Kansas               |          | Jerry Moran            | Républicain | 2010    |          | Jerry Moran            | Républicain |
| Kentucky             |          | Rand Paul              | Républicain | 2010    |          | Rand Paul              | Républicain |
| Louisiane            |          | John Kennedy           | Républicain | 2016    |          | John Kennedy           | Républicain |
| Maryland             |          | Chris Van Hollen       | Démocrate   | 2016    |          | Chris Van Hollen       | Démocrate   |
| Missouri             |          | Roy Blunt              | Républicain | 2010    |          | Eric Schmitt           | Républicain |
| Nevada               |          | Catherine Cortez Masto | Démocrate   | 2016    |          | Catherine Cortez Masto | Démocrate   |
| New Hampshire        |          | Maggie Hassan          | Démocrate   | 2016    |          | Maggie Hassan          | Démocrate   |
| New York             |          | Chuck Schumer          | Démocrate   | 1998    |          | Chuck Schumer          | Démocrate   |
| Ohio                 |          | Rob Portman            | Républicain | 2010    |          | J. D. Vance            | Républicain |
| Oklahoma             |          | James Lankford         | Républicain | 2014    |          | James Lankford         | Républicain |
| Oklahoma (partielle) |          | Jim Inhofe             | Républicain | 1994    |          | Markwayne Mullin       | Républicain |
| Oregon               |          | Ron Wyden              | Démocrate   | 1996    |          | Ron Wyden              | Démocrate   |
| Pennsylvanie         |          | Pat Toomey             | Républicain | 2010    |          | John Fetterman         | Démocrate   |
| Utah                 |          | Mike Lee               | Républicain | 2010    |          | Mike Lee               | Républicain |
| Vermont              |          | Patrick Leahy          | Démocrate   | 1974    |          | Peter Welch            | Démocrate   |
| Washington           |          | Patty Murray           | Démocrate   | 1992    |          | Patty Murray           | Démocrate   |
| Wisconsin            |          | Ron Johnson            | Républicain | 2010    |          | Ron Johnson            | Républicain |

## Liste des élections par État
(novembre 2022).

### Alabama
Le sénateur sortant Richard Shelby a été élu pour la première fois en 1986 et réélu en 1992 en tant que membre du Parti démocrate avant de passer au Parti républicain en 1994. Lors de sa dernière élection en 2016, il a été réélu avec 64 % des voix contre le démocrate Ron Crumpton. En février 2021, Shelby a annoncé qu'il ne chercherait pas à être réélu pour un septième mandat, ce qui a entraîné l'ouverture du siège du Sénat pour la première fois depuis 1980.
Des élections primaires en Alabama ont eu lieu le 24 mai, Will Boyd obtenant l'investiture démocrate. Cependant, comme aucun des candidats républicains n'a obtenu au moins 50 % des voix, un second tour a eu lieu le 21 juin entre les deux candidats arrivés en tête au premier tour : Katie Britt et le représentant Mo Brooks. Britt remporte le second tour contre Brooks et devient ainsi la candidate républicaine. La victoire de Britt à la primaire du Parti républicain est considérée comme équivalant à une élection en Alabama, qui est un État où les républicains sont largement majoritaires.
Britt est largement élue et devient la première femme sénatrice de l'État.

### Alaska
La sénatrice républicaine sortante, Lisa Murkowski, est candidate à sa réélection pour un quatrième mandat. Son principal adversaire est Kelly Tshibaka, également républicaine.
Après l'approbation par les électeurs du référendum de 2020 sur le vote à second tour instantané et le financement des campagnes électorales en Alaska, il s'agit de la première élection sénatoriale en Alaska à avoir lieu dans le cadre d'un nouveau processus électoral. Tous les candidats se sont présentés dans une primaire non partisane le 16 août 2022, et les quatre premiers candidats ont été qualifiés pour les élections de novembre, où les électeurs utiliseront le vote à second tour instantané.
Le 16 mars 2021, le Parti républicain de l'Alaska a voté pour censurer Murkowski et a annoncé qu'il recruterait un challenger républicain lors de la primaire non-partisane de 2022. L'opposition de Murkowski à certaines des initiatives de son parti et son vote pour la condamnation de Donald Trump lors de son deuxième procès en destitution ont poussé Trump et le Parti républicain à faire campagne contre elle en 2022. Le Parti républicain de l'Alaska et Trump ont tous deux soutenu Kelly Tshibaka.
Murkowski a été nommée au Sénat en 2002 par son père, Frank Murkowski, qui a été sénateur de l'Alaska de 1980 jusqu'à ce qu'il soit élu gouverneur de l'Alaska. Murkowski a remporté trois élections sénatoriales depuis lors, y compris une campagne électorale notable lors des élections de 2010, bien qu'elle n'ait jamais remporté d'élection avec une majorité absolue des voix.
Outre Murkowski et Tshibaka, la démocrate Patricia (dit Pat) Chesbro et le républicain Buzz Kelley se sont également qualifiés pour les élections de novembre. Le 13 septembre, Kelley a suspendu sa campagne et a soutenu Tshibaka ; son nom restera cependant sur les bulletins de vote car il s'est retiré après la date limite.
Tshibaka devance Murkowski de 1,4 % lors de l'élection générale sans toutefois obtenir la majorité des suffrages exprimés : elles s'affronteront donc lors d'un second tour immédiat, où le vote préférentiel sera utilisé. Les reports de voix des électeurs de la candidate démocrate éliminée Pat Chesbro seront donc décisifs.
La sénatrice républicaine Lisa Murkowski a été réélue en Alaska ce mercredi face à une candidate de son parti soutenue par Donald Trump. Une nouvelle défaite pour l’ancien président qui révèle sa difficulté à mobiliser une certaine frange de l’électorat républicain.

### Arizona
Cette élection devrait être compétitive et pourrait déterminer le contrôle d'un des deux partis sur le Sénat américain. Le démocrate sortant Mark Kelly a été élu lors d'une élection partielle de 2020 avec 51,2% des voix et est candidat à sa réélection pour un mandat complet. Le siège avait été occupé par le républicain John McCain, qui a été réélu au siège en 2016. McCain est décédé le 25 août 2018 et le gouverneur Doug Ducey a nommé l'ancien sénateur Jon Kyl pour occuper le siège, lequel a démissionné en décembre de la même année et a été remplacé par l'ancienne représentante américaine Martha McSally, qui a ensuite perdu contre Kelly en 2020.
Les primaires en Arizona ont eu lieu le 2 août. Kelly a remporté l'investiture démocrate sans opposition, tandis que le trader Blake Masters a remporté l'investiture républicaine contre un large éventail de candidats. Bien que l'Arizona penche généralement du côté républicain, Kelly mène dans les sondages agrégés. Kelly a également un avantage significatif en matière de collecte de fonds, bien que ces dernières semaines, davantage de groupes alignés sur les républicains aient commencé à dépenser pour aider Masters.
Mark Kelly est réélu, avec 5,7 % d'avance sur son concurrent républicain.

### Arkansas
Le sénateur républicain sortant John Boozman a été élu pour la première fois en 2010, battant la sortante démocrate Blanche Lincoln. Boozman a été réélu pour un second mandat en 2016 avec 59,8 % des voix et il se présente pour un troisième mandat.
Des élections primaires dans l'Arkansas ont eu lieu le 24 mai. Boozman a remporté la primaire républicaine avec 58 % des voix et affrontera la candidate démocrate Natalie James aux élections de novembre. Boozman est largement favori des sondages, dans cet État très favorable aux républicains.
Boozman est largement réélu pour un troisième mandat avec près de 35 % d'avance sur sa concurrente démocrate.

### Californie
Il y a deux scrutins pour le même siège de classe 3 : une élection partielle pour le pourvoir pendant les dernières semaines du 117e Congrès (se terminant le 3 janvier 2023) et une élection régulière pour le 118e Congrès (commençant le même jour).
Le sénateur démocrate sortant Alex Padilla a été nommé en 2021 par le gouverneur Gavin Newsom pour pourvoir le poste laissé vacant par l'élection de Kamala Harris à la vice-présidence des États-Unis, et il brigue un mandat complet. Une « primaire de la jungle » pour chacun des scrutins a eu lieu le 7 juin. Les deux candidats arrivés en tête à chaque élection primaire, quel que soit leur parti, se sont qualifiés pour les élections générales partielles et régulières de novembre. Avec son arrivée en deuxième position lors des deux primaires, Mark Meuser est devenu le premier républicain depuis 2012 à se qualifier pour des élections sénatoriales en Californie, car les élections de 2016 et 2018 ne comptaient que des démocrates. Fait intéressant, cette course est une revanche entre les deux, qui ont également en rivalité pour le poste de secrétaire d'État de la Californie en 2018. Largement favori des sondages, dans cet État qui est l'un des plus démocrates du pays, Padilla décroche aisément un premier mandat complet avec une avance de plus de 18 % sur son concurrent républicain.

### Caroline du Nord
Des élections primaires étaient prévues pour le 8 mars, mais ont été retardées par la Cour suprême de Caroline du Nord et reportées au 17 mai.
Le sénateur républicain sortant élu depuis 2004, Richard Burr, a annoncé qu'il ne briguerait pas un quatrième mandat, notamment en raison de son opposition à Donald Trump.
L'ancienne juge en chef de la Cour suprême de Caroline du Nord Cheri Beasley et le représentant Ted Budd ont respectivement remporté les primaires démocrate et républicaine. La course était considérée comme compétitive, mais en octobre, Budd prend une avance de plus en plus confortable dans les sondages sur sa concurrente démocrate.
Budd est déclaré vainqueur avec une légère avance de 3,6 % sur sa concurrente démocrate.

### Caroline du Sud
Le sénateur républicain sortant Tim Scott a été nommé au Sénat américain en 2013 par la gouverneure de l'époque, Nikki Haley, à la suite de la démission de Jim DeMint. Scott a remporté l'élection partielle de 2014 pour servir le reste du mandat de DeMint et a été réélu pour un mandat complet de six ans en 2016 avec 60,6 % des voix. Il se présente pour être réélu pour un deuxième mandat complet, après avoir déclaré que l'élection de 2022 sera sa dernière. Il a remporté l'investiture républicaine sans opposition.
Des élections primaires en Caroline du Sud ont eu lieu le 14 juin. Des élections de second tour pour les cas où aucun candidat n'a obtenu plus de 50 % des voix ont eu lieu le 28 juin. Lors du second tour du Parti démocrate, la représentante de l'État Krystle Matthews a battu Catherine Fleming Bruce et a obtenu l'investiture démocrate pour les élections de novembre. Scott est largement favori des sondages dans cet État fortement républicain.
Il s'agit de la troisième élection sénatoriale consécutive en Caroline du Sud, pour ce siège, où les deux principaux candidats sont noirs. Scott est largement réélu avec une avance de 25,8 % sur sa concurrente démocrate.

### Colorado
Le sénateur démocrate sortant Michael Bennet a été nommé en 2009. Bennet a remporté les élections de 2010 et a été réélu pour un deuxième mandat complet en 2016. Il brigue un troisième mandat, et a remporté l'investiture démocrate. Le candidat républicain est Joe O'Dea. Bennett est favori des sondages, dans cet État plutôt démocrate, mais les républicains placent beaucoup d'espoir dans leur candidat.

Bennett est largement réélu avec une avance de 12,5 % sur son concurrent républicain.

### Connecticut
Le démocrate Richard Blumenthal a été élu pour la première fois à ce siège en 2010 avec 55,2% des voix sur la républicaine Linda McMahon. Il a ensuite été réélu en 2016 avec 63,2% des voix sur le républicain Dan Carter. Blumenthal brigue son troisième mandat et a obtenu l'investiture démocrate. La femme d'affaires Leora Levy a remporté la primaire républicaine le 9 août 2022. Blumenthal est largement favori des sondages dans cet État qui est l'un des plus démocrates du pays.

Blumenthal est largement réélu avec une avance de 15 % sur sa concurrente républicaine.

### Dakota du Nord
Le sénateur républicain sortant John Hoeven a été élu pour la première fois en 2010 et est candidat pour un troisième mandat. Des élections primaires ont eu lieu le 14 juin. Hoeven a facilement remporté l'investiture républicaine, tandis que Katrina Christiansen, professeure d'université, a remporté l'investiture démocrate avec 76,8 % des voix. On note également la présence de Rick Becker, un candidat indépendant. Hoeven est largement favori dans cet État très républicain.

Hoeven est aisément réélu, devançant largement ses deux concurrents. 

### Dakota du Sud
Le sénateur républicain sortant John Thune a été élu pour la première fois en 2004 et est candidat pour un quatrième mandat. Des élections primaires ont eu lieu le 7 juin. Thune a facilement remporté l'investiture républicaine, tandis que Brian Bengs, un vétéran et ancien professeur d'université a remporté l'investiture démocrate à l'unanimité. Thune est largement favori dans cet État très républicain.
Thune est largement réélu, avec une avance de plus de 40 % sur son concurrent démocrate.

### Floride
Le sénateur républicain sortant Marco Rubio a été élu pour la première fois en 2010, occupant le siège du sénateur nommé George LeMieux, et a annoncé qu'il serait candidat à sa réélection pour un troisième mandat. Les élections primaires pour les républicains et les démocrates ont eu lieu le 23 août pour choisir les candidats aux élections de novembre. Rubio a remporté l'investiture républicaine à l'unanimité, tandis que la représentante Val Demings a remporté l'investiture démocrate. Rubio est favori des sondages dans cet État qui penche plutôt du côté républicain.
Rubio est largement réélu, avec une avance de 16,4 % sur sa concurrente démocrate.

### Géorgie
Le sénateur démocrate sortant Raphael Warnock, qui a été élu lors d'un second tour d'élections partielles, en janvier 2021, brigue son premier mandat complet. Il a obtenu l'investiture démocrate lors de la primaire du 24 mai face à une faible opposition. L'ancien joueur de football américain Herschel Walker, soutenu par l'ancien président Donald Trump et le chef de la minorité républicaine au Sénat Mitch McConnell, a remporté l'investiture républicaine avec 68 % des voix. Il s'agit de la première élection au Sénat américain dans l'histoire de la Géorgie dans laquelle les deux principaux candidats sont noirs. Si aucun candidat n'obtient la majorité absolue, ce qui pourrait être dû à la présence d'un candidat libertarien en la personne de Chase Oliver, un second tour sera organisé en décembre 2022 où s'affronteront les deux candidats arrivés en tête, comme ce fut le cas lors de l'élection partielle de 2020 (où le second tour se tint en janvier 2021). Warnock et Walker sont au coude-à-coude dans les sondages, et ne dépassent pas les 50 %, ce qui rend de plus en plus probable la présence d'un second tour.
Warnock arrive en tête sans obtenir la majorité absolue des suffrages. Un second tour a lieu le 6 décembre. Raphael Warnock est réélu, renforçant la majorité démocrate au Sénat.

### Hawaï
Le sénateur démocrate sortant Brian Schatz a été nommé au Sénat en 2012 à la suite du décès de Daniel Inouye. Il a remporté une élection partielle pour terminer le mandat d'Inouye en 2014, a remporté son premier mandat complet en 2016 et il cherche à être réélu pour son deuxième mandat complet. Schatz affrontera le représentant de l'État Bob McDermott, qui a remporté la primaire républicaine avec 39,4 % des voix. Schatz est le grand favori des sondages dans cet État très démocrate.
Schatz est largement réélu, avec une avance de plus de 45 % sur son concurrent républicain.

### Idaho
Le sénateur républicain sortant Mike Crapo a été élu pour la première fois en 1998 et est candidat pour un cinquième mandat. Des élections primaires ont eu lieu le 17 mai. Crapo a facilement remporté l'investiture républicaine, tandis qu'un ancien candidat à la Chambre des représentants de l'Idaho, David Roth, a remporté l'investiture démocrate avec 57,8 % des voix. On note également la présence de Scott Cleveland, un candidat indépendant. Crapo est largement favori dans cet État très républicain.
Crapo est aisément réélu, devançant largement ses deux concurrents.

### Illinois
La sénatrice démocrate sortante Tammy Duckworth, qui a été élue pour la première fois en 2016 en battant le républicain sortant Mark Kirk, cherche à être réélue pour un second mandat contre l'ancienne candidate à la Chambre des représentants des États-Unis, Kathy Salvi, qui a obtenu l'investiture républicaine. Si Duckworth était réélue, elle deviendrait la première femme à être réélue pour un second mandat dans l'histoire de l'état. Ce serait également la première fois depuis 1986 qu'un sénateur de classe 3 de l'Illinois serait réélu pour un mandat successif de six ans. Il s'agit également de la première élection sénatoriale dans l'Illinois où les deux principaux candidats sont des femmes. Duckworth est favorite des sondages dans cet État très démocrate.

Duckworth est largement réélue avec une avance de 13,7 % sur sa concurrente républicaine. 

### Indiana
Le sénateur républicain sortant Todd Young a été élu pour la première fois en 2016 et est candidat pour un deuxième mandat. Des élections primaires ont eu lieu le 2 mars. Young a remporté à l'unanimité l'investiture républicaine, tandis que le maire de Hammond, Thomas McDermott, a lui aussi remporté l'investiture démocrate à l'unanimité. Young est largement favori dans cet État très républicain.
Young est largement réélu avec une avance de plus de 20 % sur son concurrent démocrate.

### Iowa
Le sénateur républicain sortant et président pro tempore emeritus du Sénat, Chuck Grassley a été élu sans discontinuer depuis 1980. Il est candidat à sa réélection et a remporté l'investiture républicaine avec 73,3% des voix. Le vice-amiral Michael Franken a, lui, remporté l'investiture démocrate face à l'ancienne représentante Abby Finkenauer. Grassley, donné en tête dans les sondages, est bien placé pour décrocher un huitième mandat au Sénat des États-Unis.
Comme prévu, Grassley est aisément réélu pour un huitième mandat à l'âge de 89 ans, devenant le sénateur en fonction depuis le plus longtemps.

### Kansas
Le sénateur républicain sortant Jerry Moran a été élu pour la première fois en 2010 et est candidat pour un troisième mandat. Des élections primaires ont eu lieu le 2 août. Moran a facilement remporté l'investiture républicaine, tandis que l'ancien maire de Kansas City, Mark Holland, a remporté l'investiture démocrate avec 38,1 % des voix. Moran est largement favori dans cet État très républicain.
Moran est largement réélu avec une avance de 23,8 % sur son concurrent démocrate.

### Kentucky
Le sénateur républicain sortant Rand Paul a été élu pour la première fois en 2010 et est candidat pour un troisième mandat. Des élections primaires ont eu lieu le 17 mai. Paul a facilement remporté l'investiture républicaine, tandis que Charles Booker, ancien membre de la Chambre des représentants du Kentucky, a remporté l'investiture démocrate avec 73,3 % des voix. Paul est largement favori dans cet État très républicain.
Paul est largement réélu avec une avance de 23,6 % sur son concurrent démocrate.

### Louisiane
Le sénateur républicain sortant John Kennedy a été élu pour la première fois en 2016 et est candidat pour un deuxième mandat. Il affrontera 12 autres candidats (5 indépendants, 5 démocrates, 1 républicain et 1 libertarien) lors d'une primaire dite "dans la jungle" qui se tiendra le 8 novembre. Si aucun d'entre eux obtient la majorité absolue des suffrages, un second tour sera organisé en décembre pour départager les deux candidats qui sont arrivés en tête. Kennedy est largement favori, dans cet État très républicain, et les sondages prédisent qu'il sera réélu dès le 8 novembre, sans qu'un second tour ne soit organisé.
Kennedy est déclaré vainqueur, recueillant plus de 60 % des suffrages ce qui l'assure d'obtenir la majorité absolue.

### Maryland
Le sénateur démocrate sortant Chris Van Hollen a été élu pour la première fois en 2016 et est candidat à sa réélection pour un deuxième mandat. Les élections primaires ont eu lieu le 17 juillet. Van Hollen a facilement remporté l'investiture démocrate tandis que Chris Chaffee, un candidat régulier, a remporté l'investiture républicaine avec 20,8 % des voix. Van Hollen est largement favori dans cet État très démocrate.
Van Hollen est largement réélu, avec une avance de plus 22 % sur son concurrent républicain.

### Missouri
Le sénateur républicain sortant Roy Blunt a été élu pour la première fois en 2010 ne se représente pas. Des élections primaires ont lieu le 2 août. Le procureur général du Missouri, Eric Schmitt, obtient l'investiture républicaine avec 45,6 % des voix tandis que Trudy Busch Valentine, une ancienne infirmière obtient l'investiture démocrate avec 43,2 % des voix. Schmitt est largement favori pour succéder à Blunt, dans cet État très républicain.
Schmitt est largement élu, avec une avance de 13,4 % sur sa concurrente démocrate.

### Nevada
La sénatrice démocrate sortante Catherine Cortez Masto a été élue pour la première fois en 2016 et est candidate à sa réélection pour un deuxième mandat. Les élections primaires ont eu lieu le 14 juin. Cortez Masto a facilement remporté l'investiture démocrate tandis que l'ancien procureur général du Nevada, Adam Laxalt a remporté l'investiture républicaine avec 55,9 % des voix. Ce siège peut basculer, Cortez Masto et Laxalt étant au coude-à-coude dans les sondages, et cette élection sera déterminante pour le contrôle du Sénat américain.
Catherine Cortez Masto est réélue. À l'annonce de cette courte victoire, le Sénat est officiellement conservé par les démocrates, sans attendre le second tour en Géorgie.

### New Hampshire
La sénatrice démocrate sortante Maggie Hassan a été élue pour la première fois en 2016 et est candidate à sa réélection pour un deuxième mandat. Les élections primaires ont eu lieu le 13 septembre. Hassan a facilement remporté l'investiture démocrate tandis que Donald Bolduc, un ancien brigadier général, a remporté l'investiture républicaine avec 37,0 % des voix. Hassan est en tête dans les sondages, dans cet État à tendance plutôt démocrate.
Hassan est réélue avec une avance de 9,2 % sur son concurrent républicain.

### New York
Le sénateur démocrate sortant et chef de la majorité démocrate au Sénat Chuck Schumer a été élu pour la première fois en 1998 et est candidat à sa réélection pour un cinquième mandat. Les élections primaires devaient avoir lieu le 14 juin mais Schumer a remporté l'investiture démocrate à l'unanimité tandis que Joe Pinion, un entrepreneur, a remporté l'investiture républicaine à l'uanimité également. Schumer est largement favori, dans cet État très démocrate.
Schumer est largement réélu, avec une avance de 13,3 % sur son concurrent républicain.

### Ohio
Le sénateur républicain sortant Rob Portman a été élu pour la première fois en 2010 et ne se représente pas. Des élections primaires ont lieu le 3 mai. L'auteur J. D. Vance obtient l'investiture républicaine avec 33,2 % des voix tandis que le représentant Tim Ryan obtient l'investiture démocrate avec 69,6% des voix. Vance est favori, dans cet État favorable aux républicains.
Vance est élu avec une avance de 6,6 % sur son concurrent démocrate.

### Oklahoma
Le sénateur républicain sortant James Lankford a été élu pour la première fois en 2014 lors d'une élection partielle, a été réélu en 2016 et est candidat pour un deuxième mandat complet. Des élections primaires ont eu lieu le 28 juin. Lankford a facilement remporté l'investiture républicaine, tandis que Madison Horn, une professionnelle de la cybersécurité, a remporté l'investiture démocrate avec 65,48 % des voix. Lankford est largement favori dans cet État très républicain.
Lankford est largement réélu avec une avance de 32,2 % sur sa concurrente démocrate.

### Oklahoma (partielle)
Le sénateur républicain Jim Inhofe a été élu en 1994 lors d'une élection partielle et a été réélu pour la dernière fois en 2020. Il a décidé de démissionner avec effet au 3 janvier 2023 : une élection partielle est organisée le 8 novembre pour le remplacer. Des élections primaires ont eu lieu le 28 juin. Le représentant Markwayne Mullin a remporté l'investiture républicaine avec 65,1 % des voix, tandis que l'ancienne représentante Kendra Horn a remporté l'investiture démocrate à l'unanimité. Mullin est largement favori dans cet État très républicain.
Mullin est largement élu avec une avance de 26,6 % sur sa concurrente démocrate.

### Oregon
Le sénateur démocrate sortant Ron Wyden a été élu pour la première fois en 1996, lors d'une élection partielle, a été réélu en 1998 pour un mandat complet et il est candidat à sa réélection pour un cinquième mandat. Les élections primaires ont eu lieu le 10 juillet. Wyden a remporté facilement l'investiture démocrate tandis que Jo Rae Perkins, une candidate récurrente, a remporté l'investiture républicaine avec 33,3 % des voix. Wyden est largement favori, dans cet État très démocrate.
Wyden est largement réélu, avec une avance de 15,3 % sur sa concurrente républicaine.

### Pennsylvanie
Le sénateur républicain sortant Pat Toomey a été élu pour la première fois en 2010 et ne se représente pas. Des élections primaires ont lieu le 17 mai. Le chirurgien et animateur de télévision turco-américain Mehmet Öz obtient l'investiture républicaine avec 31,2 % des voix tandis que le lieutenant-gouverneur de Pennsylvanie, John Fetterman obtient l'investiture démocrate avec 58,7 % des voix. Fetterman menait largement dans les sondages et dans les pronostics, menaçant de faire basculer ce siège, décisif pour le contrôle du Sénat américain, mais il est rattrapé par Öz une semaine avant le scrutin. Les deux candidats sont au coude-à-coude dans les sondages pour ce scrutin qui est l'un des plus indécis de ces élections sénatoriales.
Fetterman est finalement élu, faisant basculer le siège dans le camp démocrate. Il obtient une avance de 4,2 % sur son concurrent républicain.

### Utah
Le sénateur républicain sortant Mike Lee a été élu pour la première fois en 2010 et est candidat pour un troisième mandat. Des élections primaires ont eu lieu le 28 juin. Lee a facilement remporté l'investiture républicaine, tandis que le candidat indépendant Evan McMullin a remporté le soutien des démocrates avec 56,8 %. Lee est largement favori dans cet État très républicain.
Lee est largement réélu, avec une avance de 13,5 % sur son concurrent indépendant.

### Vermont
Le sénateur démocrate sortant et président pro tempore du Sénat, Patrick Leahy a été élu pour la première fois en 1974 et ne se représente pas. Les élections primaires ont eu lieu le 9 août. Le représentant Peter Welch a remporté l'investiture démocrate avec 87,1 % des voix tandis que Gerald Malloy, un homme d'affaires, a remporté l'investiture républicaine avec 42,4 % des voix. Welch est largement favori dans cet État très démocrate.
Welch est largement élu, avec une avance de plus de 40 % sur son concurrent républicain

### Washington
La sénatrice démocrate sortante Patty Murray a été élue pour la première fois en 1992 et est candidate à sa réélection pour un sixième mandat. L'élection primaire non-partisane a eu lieu le 14 juin. Y sont arrivées en première et deuxième position Murray (52,2 % des voix) et la républicaine Tiffany Smiley (33,7 % des voix). Ces deux candidates s'affronteront donc lors de l'élection générale du 8 novembre. Même si son avance dans les sondages s'est réduite lors des dernières semaines, Murray reste largement favorite, dans cet État très démocrate.
Murray est largement réélue, avec une avance de 12,6 % sur sa concurrente démocrate.

### Wisconsin
Le sénateur républicain sortant Ron Johnson a été élu pour la première fois en 2010 et est candidat pour un troisième mandat. Des élections primaires ont eu lieu le 2 août. Johnson a facilement remporté l'investiture républicaine, tandis que le lieutenant-gouverneur du Wisconsin, Mandela Barnes a remporté l'investiture démocrate avec 77,8 % des voix. Johnson est favori, dans cet État qui penche pourtant légèrement du côté démocrate.
Ron Johnson est réélu de justesse, comme en 2016, avec une très légère avance de 1 % sur son concurrent démocrate.